# Clo
Clo var en svensk adelsätt.

## Historik
Släktens stamfader var en bonde vid namn Per som levde i byn Mem, Ovansjö socken, Gästrikland, och var far till Canutus Petri Gestricius som efter skolgång i Gävle och studier vid Uppsala universitet, blev präst år 1552 varpå han blev hovpredikant hos kung Erik XIV och därefter kyrkoherde i Lena socken och kontraktsprost. Han var en av dem som undertecknade beslutet från Uppsala möte. Hans hustru hette Margareta Hansdotter. Deras son Johannes Canuti Lenaeus var teologie doktor, professor vid Uppsala universitet, och blev så småningom ärkebiskop. Hans hustru Catharina Kenicia var dotter till ärkebiskopen Petrus Kenicius som tillhörde Bureätten och Margareta Hansdotter (Gammal) från Gävle.
Ärkebiskop Lenaeus barn adlades 1658 med namnet Clo, och sönerna introducerades på nummer 653 år 1660. Margareta Clo gifte sig med superintendenten Ericus Brunnius och blev stammoder till ätten Rosenmarck,  Anna gifte sig med Carolus Lithman och blev stammoder till en gren av ätten Lithman, Barbro gifte sig med Edmund Figrelius och blev en av stammödrarna till ätten Gripenhielm, Petrus var ogift och avled efter många långväga utrikesresor, och Christina gifte sig första gången med Abel Magnusson Kock och blev stammoder till en kortlivad gren av ätten Cronström och andra gången med Peter Trotzig och blev stammoder till ätten Trotzenfelt. Ätten fortlevde på svärdssidan med Jacob Clo till Kylberg som 1655 blev privatsekreterare till kung Karl X Gustav, 1660 blev sekreterare i slottskansliet, och sedan blev underståthållare i Stockholm. Hans hustru var Catharina Björnklou, en dotter till Matthias Björnklou och Margareta Wallenstedt. Deras dotter Margareta gifte sig Edenberg och blev svärmor till ärkebiskop Jacob Benzelius, och dottern Christina gifte sig Wijnbladh. Sonlös slöt Jacob Clo därmed ätten Clo när han avled år 1700.